# Milesia micans
Milesia micans är en tvåvingeart som beskrevs av Heikki Hippa 1990. Milesia micans ingår i släktet Milesia och familjen blomflugor. Inga underarter finns listade i Catalogue of Life.